# Liste entvölkerter palästinensischer Ortschaften 1947–1949

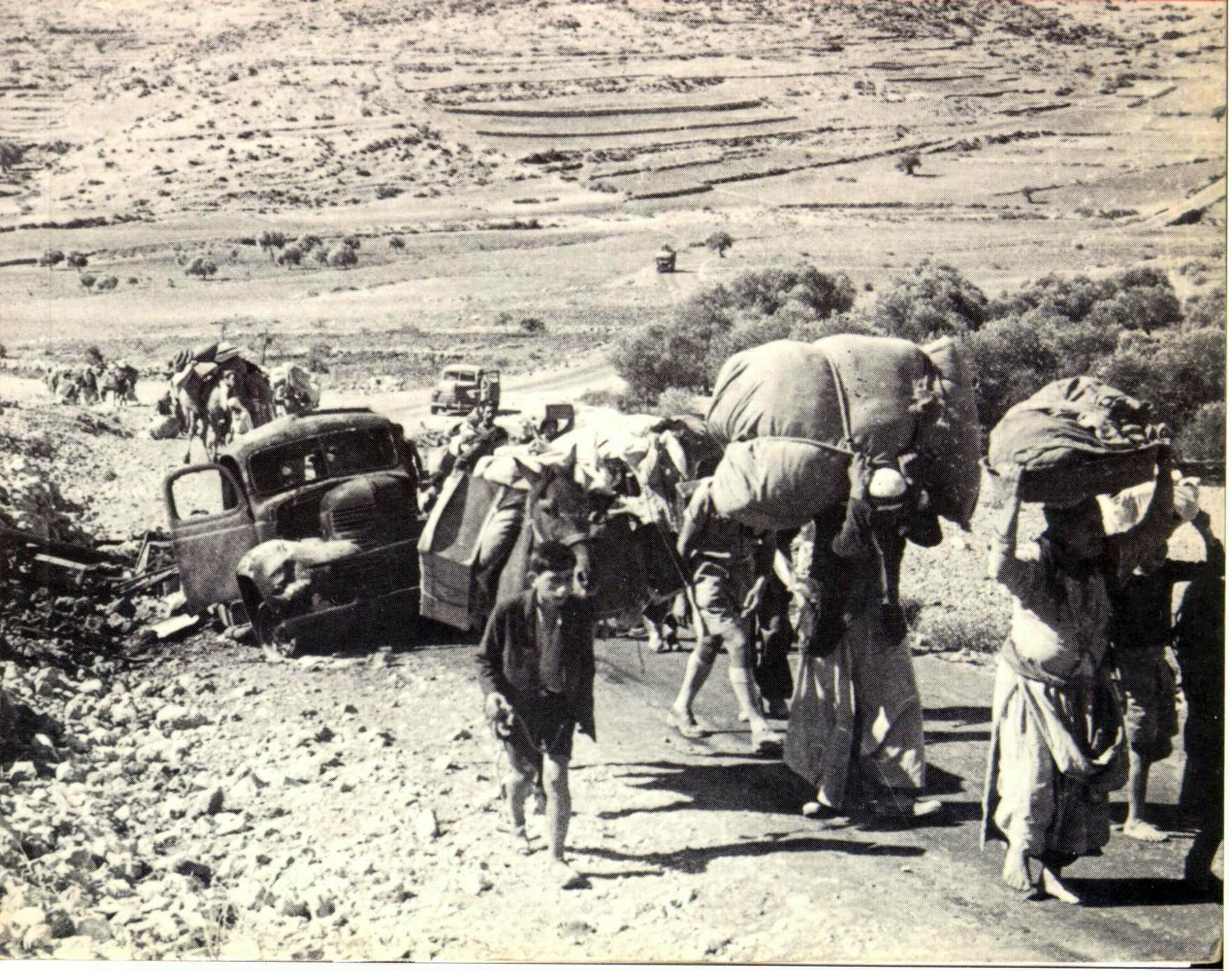
Palästinensische Flüchtlinge 1948

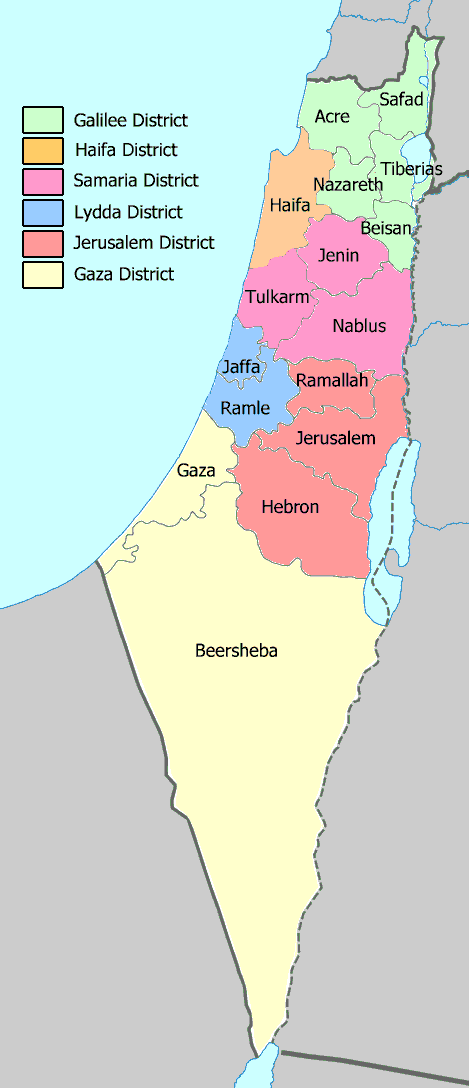
Unterdistrikte und Distrikte im Mandatsgebiet Palästina

Der nachfolgende Artikel ist eine Auflistung der rund 400 palästinensischen Ortschaften, die zwischen 1947 und 1949 im Zuge der Nakba, des Bürgerkrieges zwischen Palästinensern und Juden 1947–1948, der Israelischen Staatsgründung und dem Palästinakrieges bzw. Israelischen Unabhängigkeitskrieges entvölkert wurden. Die Liste der Ortschaften folgt der Einteilung der Verwaltungszonen der Distrikte und Unterdistrikte von Britisch-Palästina.
Die Liste ist gegenwärtig unvollständig und wird fortlaufend aktualisiert. Zentrale Belege über das Schicksal der jeweiligen Ortschaft sind in die Liste unter Quellen einzutragen.

## Distrikt Galiläa

### Unterdistrikt Acre
| Ortschaftsname | Einwohnerzahl (1945) | Zeitpunkt der Entvölkerung | Grund der Entvölkerung                             | Schicksal des Ortes                 | Quellen |
| -------------- | -------------------- | -------------------------- | -------------------------------------------------- | ----------------------------------- | ------- |
| Iqrit          | 490                  | November 1948              | Militär. Angriff der Israelis und Vertreibung      | zunächst erhalten, 1951 zerstört    | [ 1 ]   |
| Al-Kabri       | 1.520                | Mai 1948                   | Militär. Angriff der Israelis, Flucht der Bewohner | zerstört, Kibbuz an gleicher Stelle | [ 2 ]   |

### Unterdistrikt Beisan
| Ortschaftsname | Einwohnerzahl (1945) | Zeitpunkt der Entvölkerung | Grund der Entvölkerung                        | Schicksal des Ortes | Quellen     |
| -------------- | -------------------- | -------------------------- | --------------------------------------------- | ------------------- | ----------- |
| Al-Ghazzawiyya | 1.020                | Mai 1948                   | Militär. Angriff der Israelis und Vertreibung | zerstört            | [ 3 ] [ 4 ] |

### Unterdistrikt Nazareth
| Ortschaftsname | Einwohnerzahl (1945) | Zeitpunkt der Entvölkerung | Grund der Entvölkerung                        | Schicksal des Ortes | Quellen     |
| -------------- | -------------------- | -------------------------- | --------------------------------------------- | ------------------- | ----------- |
| Al-Mudschaidil | 1.900                | Juli 1948                  | Militär. Angriff der Israelis und Vertreibung | zerstört            | [ 5 ] [ 6 ] |

### Unterdistrikt Safad
| Ortschaftsname | Einwohnerzahl (1945) | Zeitpunkt der Entvölkerung | Grund der Entvölkerung | Schicksal des Ortes | Quellen |
| -------------- | -------------------- | -------------------------- | ---------------------- | ------------------- | ------- |
|                |                      |                            |                        |                     |         |

### Unterdistrikt Tiberias
| Ortschaftsname | Einwohnerzahl (1945) | Zeitpunkt der Entvölkerung | Grund der Entvölkerung | Schicksal des Ortes | Quellen |
| -------------- | -------------------- | -------------------------- | ---------------------- | ------------------- | ------- |
|                |                      |                            |                        |                     |         |

## Distrikt Haifa
| Ortschaftsname | Einwohnerzahl (1945) | Zeitpunkt der Entvölkerung | Grund der Entvölkerung                        | Schicksal des Ortes                              | Quellen     |
| -------------- | -------------------- | -------------------------- | --------------------------------------------- | ------------------------------------------------ | ----------- |
| ʿAin Ghazal    |                      | 26. Juli 1948              | Militär. Angriff der Israelis und Vertreibung | zerstört                                         | [ 7 ] [ 8 ] |
| Dschabaʿ       | 1.140                | 26. Juli 1948              | Militär. Angriff der Israelis und Vertreibung | zerstört                                         | [ 7 ] [ 8 ] |
| Idschsim       | 2.970                | 26. Juli 1948              | Militär. Angriff der Israelis und Vertreibung | von Israelis besiedelt, später gänzlich zerstört | [ 7 ] [ 8 ] |

## Distrikt Samaria

### Unterdistrikt Nablus
| Ortschaftsname | Einwohnerzahl (1945) | Zeitpunkt der Entvölkerung | Grund der Entvölkerung | Schicksal des Ortes | Quellen |
| -------------- | -------------------- | -------------------------- | ---------------------- | ------------------- | ------- |
|                |                      |                            |                        |                     |         |

### Unterdistrikt Samaria
| Ortschaftsname | Einwohnerzahl (1945) | Zeitpunkt der Entvölkerung | Grund der Entvölkerung | Schicksal des Ortes | Quellen |
| -------------- | -------------------- | -------------------------- | ---------------------- | ------------------- | ------- |
|                |                      |                            |                        |                     |         |

### Unterdistrikt Tulkarem
| Ortschaftsname | Einwohnerzahl (1945) | Zeitpunkt der Entvölkerung | Grund der Entvölkerung | Schicksal des Ortes | Quellen |
| -------------- | -------------------- | -------------------------- | ---------------------- | ------------------- | ------- |
|                |                      |                            |                        |                     |         |

## Distrikt Lydda

### Unterdistrikt Jaffa
| Ortschaftsname | Einwohnerzahl (1945) | Zeitpunkt der Entvölkerung | Grund der Entvölkerung | Schicksal des Ortes | Quellen |
| -------------- | -------------------- | -------------------------- | ---------------------- | ------------------- | ------- |
|                |                      |                            |                        |                     |         |

### Unterdistrikt Ramle
| Ortschaftsname | Einwohnerzahl (1945) | Zeitpunkt der Entvölkerung | Grund der Entvölkerung                        | Schicksal des Ortes                 | Quellen |
| -------------- | -------------------- | -------------------------- | --------------------------------------------- | ----------------------------------- | ------- |
| Bir Salim      | 410                  | 9. Mai 1948                | Militär. Angriff der Israelis und Vertreibung | zerstört, Kibbuz an gleicher Stelle | [ 9 ]   |

## Distrikt Jerusalem

### Unterdistrikt Hebron
| Ortschaftsname | Einwohnerzahl (1945) | Zeitpunkt der Entvölkerung | Grund der Entvölkerung | Schicksal des Ortes | Quellen |
| -------------- | -------------------- | -------------------------- | ---------------------- | ------------------- | ------- |
|                |                      |                            |                        |                     |         |

### Unterdistrikt Jerusalem
| Ortschaftsname | Einwohnerzahl (1945) | Zeitpunkt der Entvölkerung | Grund der Entvölkerung | Schicksal des Ortes | Quellen |
| -------------- | -------------------- | -------------------------- | ---------------------- | ------------------- | ------- |
|                |                      |                            |                        |                     |         |

### Unterdistrikt Ramallah
| Ortschaftsname | Einwohnerzahl (1945) | Zeitpunkt der Entvölkerung | Grund der Entvölkerung | Schicksal des Ortes | Quellen |
| -------------- | -------------------- | -------------------------- | ---------------------- | ------------------- | ------- |
|                |                      |                            |                        |                     |         |

## Distrikt Gaza

### Unterdistrikt Gaza
| Ortschaftsname | Einwohnerzahl (1945) | Zeitpunkt der Entvölkerung | Grund der Entvölkerung | Schicksal des Ortes | Quellen |
| -------------- | -------------------- | -------------------------- | ---------------------- | ------------------- | ------- |
|                |                      |                            |                        |                     |         |

### Unterdistrikt Beersheba
| Ortschaftsname | Einwohnerzahl (1945) | Zeitpunkt der Entvölkerung | Grund der Entvölkerung | Schicksal des Ortes | Quellen |
| -------------- | -------------------- | -------------------------- | ---------------------- | ------------------- | ------- |
|                |                      |                            |                        |                     |         |